# Ćera
Ćera – starożytna dynastia i jej państwo założone w po II w. na Wybrzeżu Malabarskim, obejmujące obszar obecnego okręgu malabarskiego w stanie Kerala, z Trawankurem i Koczinem. Jej mieszkańcy zostali określeni jako Keralaputra („synowie Kerali”) w inskrypcji na steli Asioki.
Samodzielne królestwo ze stolicą w Karur istniało do X w., podlegała następnie: Ćolom, Widźajanagarowi, władcom Bijapuru i Majsuru.